# Eleazar di Modi'im
Eleazar di Modi'im (ebraico: אלעזר המודעי) (Israele, II secolo) è un rabbino ebreo antico Tanna della 2ª generazione (110 – 135 e.v.),.
Discepolo di Yochanan Ben Zakkai e contemporaneo di Joshua ben Hananiah e Eliezer ben Hyrcanus. Era un esperto haggadista e discuteva frequentemente di temi esegetici coi suoi rinomati coetanei. Gamaliel II spesso si rimetteva alle interpretazioni di Eleazar, ammettendo che "le opinioni di Moda'i's sono tuttora indispensabili".

## Biografia
Poiché la sua vita si svolgeva durante il periodo delle persecuzioni dell'Imperatore Adriano e dell'insurrezione di Bar Kokba, molte delle sue omelie si riferiscono, esplicitamente o implicitamente, all'esistenza in tali condizioni. Eleazar espresse la sua fiducia nella Provvidenza in questo commento sulla frase biblica dell'Esodo 16:4 che dice "il popolo uscirà a raccogliere ogni giorno una data razione" (lett. "ogni giorno la razione di un giorno", דבר יום ביומו): "Colui che crea il giorno crea il suo sostentamento". Da questo passo affermò inoltre: "Chi Colui che è in possesso di cibo per la sua giornata e si preoccupa di ciò che potrà aver da mangiare il giorno dopo, manca di fede; di conseguenza la Bibbia aggiunge, «perché io li voglio mettere alla prova per vedere se cammineranno o no secondo la mia legge»."
Gli ultimi giorni di Eleazar capitarono nell'infausto periodo della insurrezione capeggiata da Bar Kokba e finì la sua vita nella città assediata di Betar. Di questi giorni la tradizione rabbinica narra:
La storia poi aggiunge che una "bat ḳol" (voce celestiale) a quel punto pronunciò l'immediata rovina del capo dell'insurrezione e della città assediata, che ben presto avvennero.